# Fí
A fí (Φ φ) a görög ábécé huszonegyedik betűje, az f betű és hang. Eredetileg az ógörög nyelvben kettőshangzó (p+h), amely f hangzással egybeolvadt.
A kisbetű alternatív formája (ϕ) is használatos.
A φ betűhöz kapcsolódó fogalmak:
- phi-jelenség
- Veblen-függvény
- mágneses fluxus, fázisszög (fizika)
- Euler-függvény (matematika)
- relatív páratartalom (fizika)
- aranymetszés (matematika, művészet)
- általában szögek jelölésére, például polárkoordináták használatakor (matematika, fizika)